# Anders Båld den äldre
Anders Andreae Båld, född 17 juni 1679 i Öregrunds församling, död 21 april 1751 i Katarina församling, Stockholm, var en svensk präst och teologisk författare.

## Biografi
Anders Båld föddes 1679 i Öregrunds församling som son till kyrkoherden Anders Båll och Anna Leufstadius. Han blev 13 november 1689 student vid Uppsala universitet. Båld gjorden reste 1705 en studieresa till Tyskland, Holland och England.
Han promoverades 1707 till filosofie magister i Uppsala. 1716 utnämndes han till komminister i Storkyrkoförsamlingen i Stockholm. 1729 blev han kyrkoherde på Värmdö, och 1749 i Katarina församling i Stockholm. 1747 blev Båld ledamot av ecklesiastikverket i Lappmarken. Samtida källor omtalar honom som en stor predikant, och hans predikningar blev efter hans död tryckta och Båld var en av de mest lästa svenska postilleförfattarna under 1700-talets andra hälft.

### Familj
Anders Båld gifte sig 28 januari 1714 med Ingrid Elisabet Ljung (1687–1760). Hon var dotter till professorn Erik Ljung och Anna Fornelius. De fick tillsammans barnen kämnären Erik Båld (1714–1763) i Stockholm, en dotter (1717–1717) och kyrkoherden Anders Båld den yngre (1720–1780) i Maria Magdalena församling, Stockholm.

## Verk
- Christeliga Betragtelser öfwer årliga Sön- och Högtidsdagars Evangelier (1761)
- Betragtelser öfwer Sön- och Högtidsdagars Evangelier (1767)
- Handpostilla öfwer både Evangelier och Epistlar (1769)
- Predikningar om then korsfäste Christo, 40 Passionspredikningar (1758, ny upplaga 1785 och 1858)